# K. Chandra Shekhar Rao
K. Chandra Shekhar Rao, född 17 februari 1954, är en indisk politiker och från 2004 motsvarande ett konsultativt statsråd i Manmohan Singhs indiska regering.